# Saw 3D : Chapitre final
Série Saw
Saw 6
(2009) Jigsaw
(2017)
Pour plus de détails, voir Fiche technique et Distribution.
Saw 3D : Chapitre final ou Décadence 3D : Le Dernier Chapitre au Québec (Saw 3D), est un film d'horreur américano-canadien en 3D réalisé par Kevin Greutert, sorti en 2010. Septième long-métrage de la série de films Saw, il fait suite à Saw VI sorti l'année précédente.
Écrit par Patrick Melton et Marcus Dunstan, déjà à l'œuvre sur les trois précédents films, et mettant en scène Tobin Bell, Costas Mandylor, Betsy Russell, Sean Patrick Flanery et Cary Elwes, le film suite la quête de vengeance de l'héritier de Jigsaw Mark Hoffman envers l'ex-femme de son mentor Jill Tuck alors qu'un homme s'étant faussement affirmé comme un survivant du célèbre tueur se voit également contraint de participer à des jeux mortels pour sauver son entourage. 
Deux suites étaient prévues à Saw VI mais son semi-échec de ce dernier au box-office change ce projet et les deux scénarios se voient fusionnés en un seul film destiné à conclure la saga. Alors que le réalisateur de Saw V David Hackl était initialement annoncé derrière la caméra, il est remplacé par le réalisateur du précédent film Kevin Greutert deux semaines avant le début du tournage, effectué avec des caméras 3D.
Le film reçoit des critiques très négatives mais parvient à remonter la pente du box-office par rapport à Saw VI, aidé par le surcoût des séances 3D.

## Synopsis
Le film démarre quelques instants après l'évasion de Lawrence Gordon de la salle de bains où il a été emprisonné et contraint de participer à une épreuve de Jigsaw, peu de temps après les événements du premier film. Amputé de son pied qu'il s'est lui-même sectionné pour s'enfuir, il utilise un tuyau brûlant pour cautériser son moignon et stopper son hémorragie.
Dans le présent, deux jeunes hommes, Brad et Ryan se réveillent dans la vitrine d'une boutique située au milieu d'une place publique, attirant l'attention des passants avoisinants. Ils découvrent être enchaînés aux poignets à chaque extrémité d'une table de travail, une scie circulaire devant chacun tandis que leur amante commune Dina est suspendue au-dessus de sa propre scie. Pour avoir commis des crimes pour subvenir aux besoins mercantiles de cette dernière, ils ont le choix entre tuer leur rival pour être le seul homme restant ou se libérer de l'influence de Dina en la sacrifiant. Finissant par prendre conscience d'être manipulés par Dina qui tente de les monter l'un contre l'autre, ils choisissent la deuxième option, la laissant être éventrée sous les yeux horrifiés du public.
L'intrigue revient ensuite sur les dernières secondes du film précédent. Alors que Jill Tuck pensait avoir condamné Mark Hoffman a une mort certaine, elle le voit avec effroi survivre, la contraignant à fuir. Craignant la vengeance de Hoffman, elle se rend auprès des affaires internes de la police pour rencontrer l'inspecteur Matt Gibson et accepte d'incriminer Hoffman pour sa complicité dans les différents meurtres de Jigsaw, en échange d'une protection rapprochée et de l'immunité.
Plusieurs semaines plus tard, Hoffman réalise un nouveau jeu dans une décharge automobile abandonnée, dont les victimes sont un gang de skinheads néonazis. Leur leader Evan se réveille le dos collé au siège d'une voiture et se voit contraint de se libérer en s'arrachant la peau pour atteindre un levier destiné à couper le moteur du véhicule dans un délai de trente secondes. Il n'y parvient toutefois pas à temps et la voiture est alors libérée de ses crics, lançant une série d'évènements qui tue Evan et ses trois amis. Hoffman capture ensuite Bobby Dagen, un autoproclamé survivant de Jigsaw qui a fait fortune en racontant son histoire de survie fictive. Emmené dans un asile psychiatrique abandonné, il doit effectuer une série d'épreuves pour libérer les différentes personnes qui étaient au courant de ses mensonges mais ont préféré garder le silence par appât du gain : son attachée de presse Nina, son avocate Suzanne et son meilleur ami Cale. Il échoue néanmoins à les sauver de leurs pièges respectifs.
De son côté, Gibson découvre la scène de crime de la décharge automobile ainsi qu'un message laissé par Hoffman à son attention. Suivant les différents indices envoyés par le fugitif, il confie à son collègue Rogers connaître Hoffman : jeune policier, Gibson avait manqué d'être tué au cours d'une intervention par un sans-abri toxicomane que Hoffman n'avait pas hésité à abattre de sang-froid, bien qu'il ait répondu à sa sommation. Bien que Hoffman lui ait sauvé la vie, il avait néanmoins dénoncé cet acte, ce qui lui avait valu d'être mis au placard plusieurs années avant d'arriver aux affaires internes où il avait personnellement rétrogradé des hommes de Hoffman. Il se souvient alors que le sans-abri sortait d'un asile psychiatrique aujourd'hui fermé et déduit avec les autres indices de Hoffman qu'il s'agit du lieu où se trouve le jeu de Bobby. Le S.W.A.T. y est dépêché mais ses membres sont tués par un piège de sécurité.
Gibson trouve ensuite la cachette de Hoffman à la casse automobile derrière une porte dissimulée et y découvre le cadavre d'un des skinheads. Il comprend alors que Hoffman a profité de la confusion à la suite de l'explosion d'une bombe sur les lieux pour prendre la place du corps dans le sac mortuaire et infiltrer les locaux de la police où se trouve Jill. Mais avant qu'il ne puisse prévenir ses collègues sur place, une tourelle automatique se déclenche et l'abat, ainsi que les policiers qui l'accompagnaient. Hoffman, de son côté, élimine un par un les membres du personnel de police qu'il croise, incluant Rogers, et se rapproche de Jill.
Bobby parvient à rejoindre sa femme Joyce, qui ignorait ses mensonges, après avoir dû s'arracher deux molaires pour lire, gravée dessus, la combinaison de la dernière porte le séparant d'elle. Pour la sauver, il doit réaliser la même épreuve auquel il a prétendu échapper : s'enfoncer des crochets dans ses muscles pectoraux et se hisser jusqu'à une prise en hauteur pour désactiver le piège de Joyce. Mais alors qu'il va y parvenir, ses muscles ne supportent plus le poids de son corps et passent à travers les crochets, le faisant chuter lourdement. Il est toutefois trop tard pour réessayer, le compte-à-rebours dédié à cette ultime épreuve expire et un dôme de métal s'arrime au-dessus de Joyce tel un taureau d'airain et elle meurt brulée vive sous les yeux de Bobby, en larmes et impuissant.
Hoffman parvient à mettre la main sur Jill et, dans un acte teinté d'ironie, lui place le piège à ours inversé de manière à la condamner à la même mort qu'elle lui réservait. Après avoir constaté la mort de Jill, Hoffman quitte les lieux et met le feu au hangar qui constituait sa cachette avant de partir pour quitter la ville. Il est soudainement attaqué par trois personnes portant des masques de porc, dont Lawrence Gordon.
Une série de flashbacks révèle alors que Jigsaw a porté secours à Gordon après la cautérisation qu'il avait effectué à son moignon et qu'il a ensuite assisté Jigsaw dans la préparation de plusieurs de ses pièges. Conformément aux instructions de John lui demandant d'agir en conséquence si malheur devait arriver à Jill, Gordon conduit et enchaîne Hoffman dans la salle de bains désaffectée du premier film, tout en lui retirant la scie lui ayant servi à amputer son propre pied, avant de le laisser pour mort, seul dans l'obscurité.

## Fiche technique

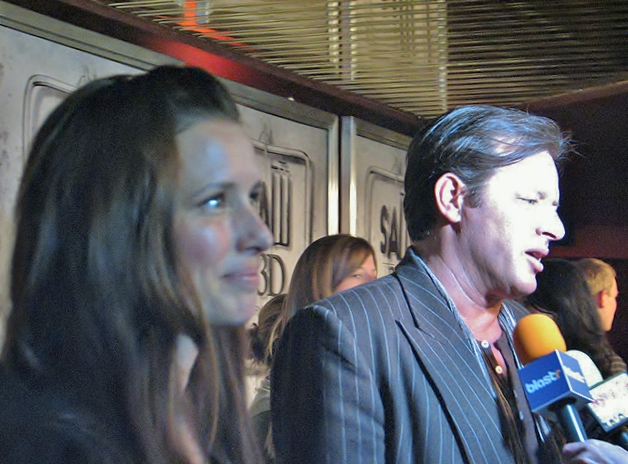
Shawnee Smith et Costas Mandylor à la première du film.

- Titre original : Saw 3D ou Saw 3D: The Final Chapter
- Titre français : Saw 3D : Chapitre final
- Titre québécois : Décadence 3D (au cinéma) et Décadence : Le Dernier Chapitre (en DVD)
- Réalisation : Kevin Greutert
- Scénario : Patrick Melton et Marcus Dunstan
- Musique : Charlie Clouser
- Direction artistique : Peter Grundy
- Décors : Anthony A. Ianni
- Costumes : Alex Kavanagh
- Photographie : Brian Gedge
- Son : Keith Elliott, Jamie Gould, Andrew Tay et Mark Zsifkovits
- Montage : Andrew Coutts
- Production : Mark Burg, Oren Koules et Gregg Hoffman (en)

Production déléguée : James Wan, Leigh Whannell, Peter Block, Jason Constantine, Daniel J. Heffner et Stacey Testro
Production associée : Kaleigh Kavanagh
Coproduction : Troy Begnaud
- Sociétés de production[3] :
  - États-Unis : A Bigger Boat, Serendipity Productions, avec la participation de Twisted Pictures (en)
  - Canada : Studiocanal
- Sociétés de distribution :
  - États-Unis : Lionsgate
  - Canada : Maple Pictures, Les Films Séville[4]
  - France : Metropolitan Filmexport
  - Belgique : Les Films de l'Elysée
  - Suisse : Ascot Elite Entertainment Group
- Budget : 20 millions de $[5]
- Pays d'origine :  États-Unis,  Canada
- Langue : anglais
- Format[6] : couleur - 35 mm / D-Cinema - 1,85:1 (Panavision) - son Dolby Digital
- Genre : épouvante-horreur, thriller, policier, mystère, torture porn
- Durée : 90 minutes
- Dates de sortie[2] :
  - États-Unis, Canada : 29 octobre 2010
  - France, Suisse romande : 10 novembre 2010
  - Belgique : 29 décembre 2010
- Classification[7] :
  -  États-Unis : Interdit aux moins de 17 ans (certificat #46227) (R – Restricted) [Note 3].
  -  Canada (Alberta / Manitoba) : Interdit aux moins de 18 ans (R - Restricted).
  -  Canada (Colombie-Britannique / Nouvelle-Écosse / Ontario) : Les moins de 18 ans doivent être accompagnées d'un adulte (18A - 18 Accompaniment).
  -  Québec : 16 ans et plus (16+ / 16 years and over).
  -  France : Interdit aux moins de 16 ans[8] lors de sa sortie en salles puis réévalué Interdit aux moins de 18 ans à la suite de la décision du conseil d'État le 1er juin 2015 (visa d'exploitation no 127904 délivré le 12 août 2015)[9].

## Distribution
- Tobin Bell (VF : Bruno Dubernat ; VQ : Stéphane Rivard) : John Kramer / Jigsaw
- Costas Mandylor (VF : Bertrand Nadler ; VQ : François Trudel) : Mark Hoffman (en)
- Betsy Russell (VF : Emmanuèle Bondeville ; VQ : Mélanie Laberge) : Jill Tuck
- Cary Elwes (VF : Éric Herson-Macarel ; VQ : Antoine Durand) : Dr Lawrence Gordon
- Sean Patrick Flanery (VF : Jean-Philippe Puymartin ; VQ : Martin Watier) : Bobby Dagen
- Chad Donella (VF : Thierry Ragueneau ; VQ : Frédéric Paquet) : l'inspecteur Matt Gibson
- Gina Holden (VF : Barbara Beretta ; VQ : Julie Beauchemin) : Joyce Dagen
- Laurence Anthony (VF : Gilles Morvan ; VQ : Dany Michaud) : l'officier Rogers
- Dean Armstrong (en) (VF : Vincent de Boüard ; VQ : Jacques Lussier) : Cale
- Naomi Snieckus (en) (VF : Ingrid Donnadieu ; VQ : Véronique Marchand) : Nina
- Rebecca Marshall : Suzanne
- James Van Patten (VQ : Luis de Cespedes) : Dr Adam Heffner
- Sebastian Pigott (VQ : Gabriel Lessard) : Brad
- Jon Cor (VQ : François-Xavier Dufour) : Ryan
- Anne Lee Greene : Dina
- Chester Bennington (VQ : Philippe Martin) : Evan
- Dru Viergever : Dan
- Gabby West : Kara
- Benjamin Clost : Jake
- Kevin McGarry : Charlie
- Kim Schraner (en) : l'officier Palmer
- Olunike Adeliyi : Sidney
- Ishan Morris (en) : Alex
- Carlos Patricio Díaz (en) : l'employé de la morgue
- Elizabeth Rowin : Sara
- Christine Simpson (en) : Donna Evans
- Rachel Wilson : la mère
- Tanedra Howard (VF : Sophie Riffont ; VQ : Manon Arsenault) : Simone
- Shauna MacDonald : Tara Abbott
- Joanna Douglas : Joan
- Janelle Hutchison : Addy
- Greg Bryk : Mallick Scott
- Larissa Gomes : Emily
- Kevin Rushton : Trevor
- Noam Jenkins : Michael Marks

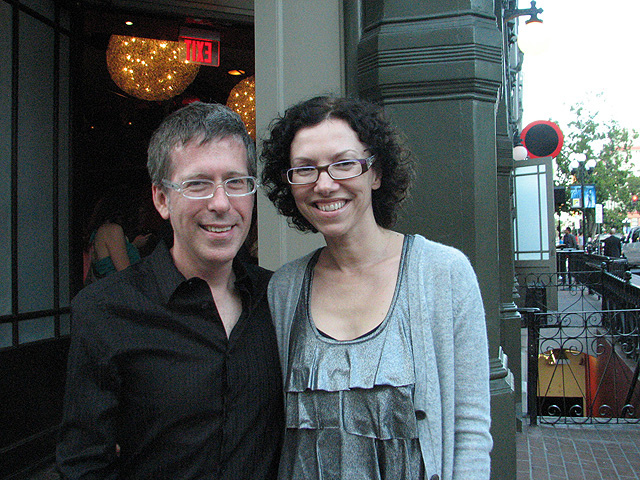
Le réalisateur de Saw 3D Kevin Greutert et sa femme et actrice Elizabeth Rowin, au Comic-Con 2010 à San Diego.

- Shawnee Smith (VF : Nathalie Karsenti ; VQ : Hélène Mondoux) : Amanda Young (images d'archives)
- Leigh Whannell (VF : Alexandre Gillet ; VQ : Philippe Martin) : Adam Stanheight (images d'archives)

Version française
- Société de doublage : Dubbing Brothers
- Direction artistique : Danielle Perret
- Adaptation des dialogues : Déborah Perret

Version québécoise
- Société de doublage : Technicolor Services Thomson
- Direction artistique : Nicole Fontaine
- Adaptation des dialogues : Nadine Taillon

## Production

### Développement

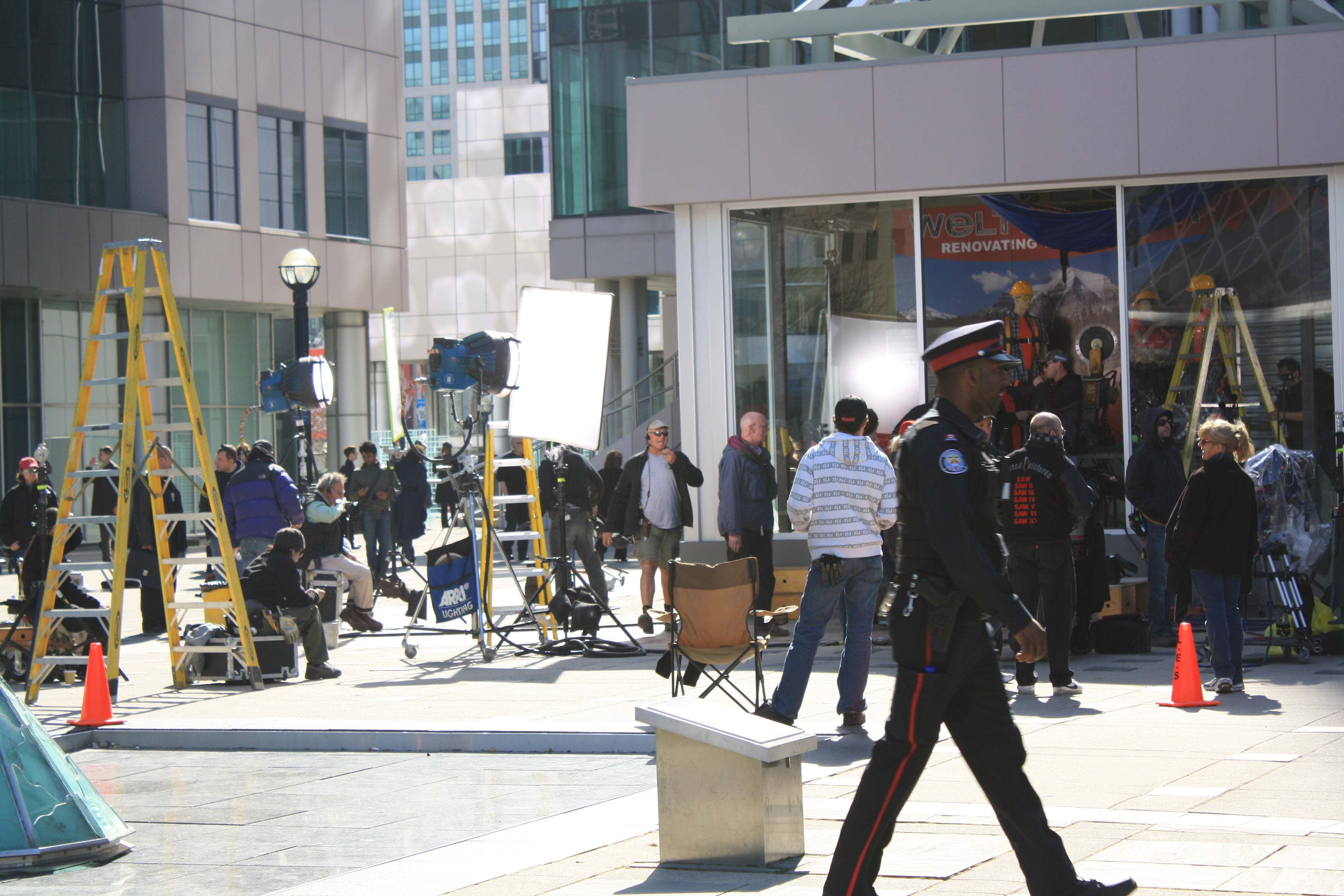
La scène du piège tournée dehors au Metro Hall de Toronto. Elle comprend 400 figurants. Cette scène fait partie des 8 minutes diffusées au Comic-Con.

Alors que Saw 6 est en post-production, Variety révèle en juillet 2009 qu'un septième et un huitième film sont prévus, toujours avec les scénaristes Marcus Dunstan et Patrick Melton à l'écriture. La préproduction du film commence le 14 septembre 2009 pour une sortie planifiée en octobre 2010, avec David Hackl, réalisateur de Saw 5 de retour derrière la caméra. Pendant une avant-première du film The Collector réalisé par Dunstan et écrit avec Melton, ils affirment que cette suite sera tournée en 3D,.

Toutefois, en décembre 2009, il est annoncé que le film sera finalement le dernier film de la saga en raison du semi-échec au box-office de Saw 6, contraignant les scénaristes à combiner le scénario prévu pour Saw VIII avec sa propre intrigue pour apporter une conclusion en un unique film,. En janvier 2010, alors que le tournage est prévu pour le mois suivant, Twisted Pictures congédie subitement Hackl et se sert d'une clause contractuelle pour rappeler Kevin Greutert, réalisateur du précédent film, pour le remplacer,. Greutert, alors en discussion avec Paramount pour travailler sur la suite de Paranormal Activity, est particulièrement amer de ce procédé qui le prive d'une réalisation qui l’enthousiasmait.

« J'ai dû dire à ma mère de 83 ans que non, je ne pourrai pas réaliser le film qui nous a tant enthousiasmés lors de la dernière réunion de famille, et que je suis contraint de quitter la ville avant de la revoir. Oui, je vais ENCORE filmer des gens en train de se faire torturer. »

— Kevin Greutert sur son blog le 25 janvier 2010
Greutert arrive ainsi sur le film seulement deux semaines avant que le tournage ne débute : la préproduction étant terminée, le casting, les décors et les accessoires sont prêts et il ne peut effectuer de changements majeurs. Il est également fortement contraint par le tournage en 3D, technologie qu'il ne maîtrise pas.

### Casting

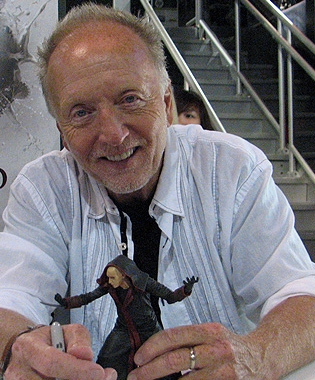
L'acteur Tobin Bell au Comic-Con 2010 avec une figurine de la série de films Saw.

Le casting a débuté mi-décembre 2009. Le 22 février 2010, le nom de Cary Elwes était présent sur la liste officielle des films et téléfilms tournés à Toronto (Canada), mais le 8 mars son nom ainsi que ceux des autres membres de la distribution furent supprimés de la liste. Le mois suivant, il a été confirmé qu'il reprendrait son rôle du docteur Lawrence Gordon. Costas Mandylor est le premier acteur qui a confirmé de reprendre son rôle en tant que Mark Hoffman (en). Betsy Russell fut interviewée le premier jour du tournage, confirmant son retour en tant que Jill Tuck. Elle a affirmé « On voit beaucoup Jill dans ce film… ce qui est formidable pour moi »[réf. nécessaire]. Tobin Bell, qui a signé pour seulement pour six films de la franchise, a été prolixe dans les interviews et les articles dans la presse concernant le film, confirmant incidemment sa reprise du rôle de John Kramer. En interview, Betsy Russell, qui joue la femme de John, a confirmé qu'il reprendrait sans aucun doute son rôle dans Saw 7.
Dans les commentaires de la version Director's cut de Saw 6, Marcus Dunstan confirme que Tanedra Howard va reprendre son rôle en tant que Simone. Il fut confirmé, le 3 mars, que Chad Donella serait dans le film. Bien qu'il soit nouveau dans la série de films, l'annonce de son nom fut accompagnée de la citation suivante : « Vous n'oublierez pas Chad dans Saw 3D ». Il a également été révélé que Chester Bennington, chanteur du groupe de rock américain Linkin Park, jouera dans le film, dans le rôle d'Evan, un skinhead néonazi.

### Musique
La bande originale du Saw 3D : Chapitre final comporte des chansons des groupes : Dir En Grey, Boom Boom Satellites, Saliva, Krokus, Hinder, Karnivool, Chester Bennington. Elle est sortie le 26 octobre 2010 sur SonyMusic Independent Network (SIN) et Artists' Addiction Records. la musique de film est sorti sur iTunes le 2 novembre 2010.
| Saw 3D Original Motion Picture Soundtrack | Saw 3D Original Motion Picture Soundtrack                        | Saw 3D Original Motion Picture Soundtrack | Saw 3D Original Motion Picture Soundtrack | Saw 3D Original Motion Picture Soundtrack | Saw 3D Original Motion Picture Soundtrack | Saw 3D Original Motion Picture Soundtrack | Saw 3D Original Motion Picture Soundtrack | Saw 3D Original Motion Picture Soundtrack | Saw 3D Original Motion Picture Soundtrack |
| No                                        | Titre                                                            | Artiste                                   | Durée                                     |                                           |                                           |                                           |                                           |                                           |                                           |
| ----------------------------------------- | ---------------------------------------------------------------- | ----------------------------------------- | ----------------------------------------- | ----------------------------------------- | ----------------------------------------- | ----------------------------------------- | ----------------------------------------- | ----------------------------------------- | ----------------------------------------- |
| 1.                                        | Never                                                            | Saving Abel                               | 2:59                                      |                                           |                                           |                                           |                                           |                                           |                                           |
| 2.                                        | Condemned                                                        | Dead By Sunrise                           | 2:31                                      |                                           |                                           |                                           |                                           |                                           |                                           |
| 3.                                        | Waking Up the Devil                                              | Hinder                                    | 4:13                                      |                                           |                                           |                                           |                                           |                                           |                                           |
| 4.                                        | Goliath                                                          | Karnivool                                 | 4:38                                      |                                           |                                           |                                           |                                           |                                           |                                           |
| 5.                                        | Promises                                                         | Nitzer Ebb                                | 3:49                                      |                                           |                                           |                                           |                                           |                                           |                                           |
| 6.                                        | Love Is Dead                                                     | Kopek                                     | 4:02                                      |                                           |                                           |                                           |                                           |                                           |                                           |
| 7.                                        | Badass                                                           | Saliva                                    | 3:04                                      |                                           |                                           |                                           |                                           |                                           |                                           |
| 8.                                        | The World Belongs To Me                                          | My Darkest Days                           | 3:42                                      |                                           |                                           |                                           |                                           |                                           |                                           |
| 9.                                        | Turn It On                                                       | Default                                   | 3:15                                      |                                           |                                           |                                           |                                           |                                           |                                           |
| 10.                                       | Fire Fly                                                         | I-Exist                                   | 4:24                                      |                                           |                                           |                                           |                                           |                                           |                                           |
| 11.                                       | What Goes Around Comes Around                                    | Boom Boom Satellites                      | 4:30                                      |                                           |                                           |                                           |                                           |                                           |                                           |
| 12.                                       | Scream                                                           | Adelitas Way                              | 3:33                                      |                                           |                                           |                                           |                                           |                                           |                                           |
| 13.                                       | Hoodoo Woman                                                     | Krokus                                    | 3:35                                      |                                           |                                           |                                           |                                           |                                           |                                           |
| 14.                                       | This Is Heavy Metal                                              | Lordi                                     | 3:01                                      |                                           |                                           |                                           |                                           |                                           |                                           |
| 15.                                       | Ram The Crush                                                    | Wagdug Futuristic Unity                   | 3:32                                      |                                           |                                           |                                           |                                           |                                           |                                           |
| 16.                                       | Hageshisa to, KonoMune no Naka de KaramitsuitaShakunetsu no Yami | Dir En Grey                               | 4:00                                      |                                           |                                           |                                           |                                           |                                           |                                           |
| 58:48                                     |                                                                  |                                           |                                           |                                           |                                           |                                           |                                           |                                           |                                           |

## Accueil

### Accueil critique

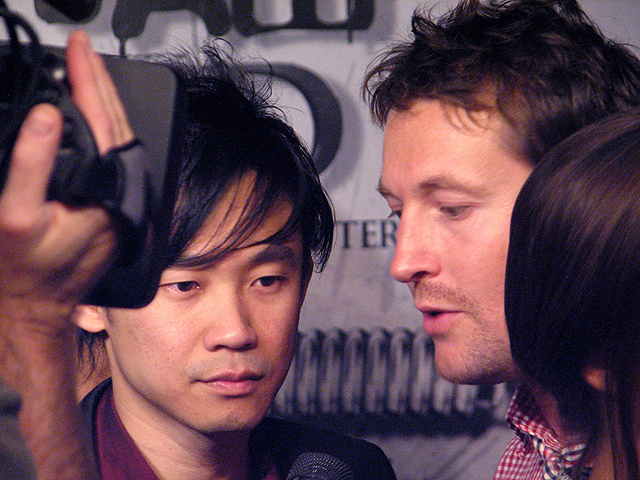
Le réalisateur du premier film James Wan (à gauche) et le scénariste Leigh Whannell (à droite) à la première du film.

Saw 3D : Chapitre final est mal accueilli par l'ensemble des rédacteurs et critiques.
Selon le rédacteur Jean-Pierre Andrevon de L'Écran fantastique, le film est « une finale avec beaucoup d'action mais peu de relief », et accorde 3 étoiles () au film. Une des rédactrices de www.cinoche.com (également disponible sur cinemovies.fr), Élizabeth Lepage-Boily, explique que « le 3D est, encore une fois ici, utilisé dans le seul et unique but d'augmenter les profits. Même si la qualité de l'image est tout de même percutante, elle ne fait avancer l'histoire en aucune façon et n'améliore en rien l'ambiance macabre qui baignait déjà dans chaque plan dans les volets précédents. La performance grotesque, presque caricaturale, des acteurs, ne fait que retirer le peu de crédibilité que le récit parvenait à maintenir grâce à son atmosphère générale lugubre et - avoue-le, tout de même - terrifiante » ().
Alexis Gilliat, de Critikat.com, explique que « Saw 3D (vu en 2D) est une daube que ses quelques percées parodiques ne parviennent pas à sauver, mais dont la faiblesse ne mine pas trop le chiffre d'affaires. Il serait bien vain et niais de s'en offusquer, après tout, mais on reste en droit de s'en désintéresser et d'espérer qu'on n'y reviendra plus » et accorde une étoile au film ().
Selon la rédaction du site JeuxActu.com, Saw 3D est « certes un mauvais film en l'état mais il possède un atout en or pour se démarquer de ses prédécesseurs, majoritairement épouvantables de ringardise : il ne se prend pas au sérieux. Bingo ! Là où la franchise avait perdu son temps à se faire passer pour beaucoup plus maligne qu'elle ne l'était réellement, ce dernier épisode semble crier « Oui je suis une zèderie débile, et alors ? ». Et ça marche. Pas tout du long, certes, mais en ne perdant pas son temps à se gargariser pour privilégier des situations abracadabrantesques à mourir de rire (en particulier son introduction et une belle séquence automobile), Saw 3D s'offre un petit capital sympathie dû au plaisir coupable qu'il suscite jusqu'à son impossible révélation finale. Saw 2, 3, 4, 5 et 6 étaient des navets, celui-ci est un nanar. Ça fait toute la différence ! ».
D'autres critiques notables incluent celles de Romain Le Vern, d'excessif ajoutant : « un dernier Saw vers l'abjection… », et de Jean-Baptiste Herment, de Mad Movies, le film étant, selon lui, « […] un véritable feu d'artifice de tous les tics formels et narratifs qui ont laminé […] cette franchise victime du syndrome « bigger and louder » si cher à Hollywood ». Ces précédentes critiques ont également été votées à une étoile ().

### Box office
| Date de sortie               | Budget (estimation) | Revenus du Box office | Revenus du Box office | Revenus du Box office |                 |
| Date de sortie               | Budget (estimation) | États-Unis/ Canada    | Autres marchés        | Mondial               |                 |
| ---------------------------- | ------------------- | --------------------- | --------------------- | --------------------- | --------------- |
| 29 octobre 2010 (États-Unis) | 17 000 000 $        | 45 710 178 $          | 90 440 256 $          | 136 150 434 $         |                 |
| 10 novembre 2010 (France)    | 17 000 000 $        | 568 607 entrées       | 568 607 entrées       | 568 607 entrées       | 568 607 entrées |

## Distinctions
En 2011, Saw 3D : Chapitre final a été sélectionné 3 fois dans diverses catégories et n'a remporté aucune récompense,.

### Nominations
- Prix du jeune public 2011 : Meilleur film d'horreur.
- Prix Razzie 2011 : Pire utilisation de la 3D "qui arrache les yeux"[29],[30].
- Prix Scream 2011 : La mutilation la plus mémorable (pour le "piège à ours inversé").

## Autour du film
- Ce septième épisode comporte au total onze pièges, c'est Saw 3D qui possède le plus grand nombre de pièges de la série de films[réf. nécessaire].
- La séquence de la voiture devait apparaitre dans un autre épisode. Les producteurs avaient jugé la scène « trop dérangeante » mais elle apparaît finalement dans le film[31].
- Le film contenant des scènes d'extrême violence et de tortures très sanglantes, a été interdit aux moins de 16 ans en France et le port de la carte d'identité était obligatoire pour vérifier l'âge aux entrées de cinéma pour visionner ce film. Le 26 novembre 2010, l'association Promouvoir saisit le Conseil d'État pour excès de pouvoir et demander le retrait du visa du film et l'inscription du film sur la liste des films pornographiques ou de grande violence (article 12 de la loi no 75-1278) mais le 6 décembre 2010 le Conseil d'État rejette la demande de Promouvoir car il n'est plus compétent pour connaître en premier et dernier ressort des recours dirigés contre des décisions administratives à la suite du décret no 2010-164 du 22 février 2010. À la suite de cela, le tribunal administratif de Paris est saisi pour le même motif mais le 16 décembre 2011 dans le jugement no 1021073/7-1, le tribunal rejette la demande de l'association qui forme appel. Le 3 juillet 2013, la Cour administrative d'appel de Paris rejette également la demande de l'association dans l'arrêt n° 12PA00838. L'association Promouvoir s'est alors pourvue en cassation. Le 1er juin 2015, le Conseil d'État casse la décision de la Cour administrative d'appel de Paris et annule le visa d'exploitation du film, considérant que celui-ci « comportait de nombreuses scènes de très grande violence, filmées avec réalisme et montrant notamment des actes répétés de torture et de barbarie »[32]. Par conséquent, le film ne peut plus être diffusé dans les salles de cinéma françaises sans nouveau visa d'exploitation. Le cas échéant, il pourrait se voir interdit aux moins de 18 ans, voire classé X.
- Aux États-Unis, le film a été catégorisé NC-17 (interdit aux moins de 18 ans et par conséquent diffusé dans un nombre de salles très restreint) par la MPAA et a dû être remonté et soumis au visionnage six fois avant d'obtenir la classification R (les jeunes de moins de 17 ans doivent être accompagnés d'un adulte)[33]. Saw 3 avait été remonté sept fois pour les mêmes raisons. Dans les autres pays, le film fut interdit aux mineurs et en Malaisie, il fut censuré[34]. Il est considéré comme un des épisodes les plus gores et les plus violents de la série de films avec Saw 3.

### Polémique dans le Massachusetts
Un cinéma de l'État américain du Massachusetts qui devait projeter le film d'animation Megamind pour un groupe d'enfants de 7 ans lors d'une séance d'anniversaire a diffusé par erreur le film Saw 3D, provoquant la colère des parents. Le personnel a mis plusieurs minutes avant de rectifier le tir, laissant les enfants subir le spectacle d'un pied coupé et d'un homicide à la scie circulaire.
Bien que le film ait été retiré de l'écran, les parents ont tous indiqué que les dégâts auprès des enfants semblaient énormes : cauchemars, terreurs nocturnes se sont ainsi multipliés les jours qui ont suivi la projection du film. « Les enfants dorment désormais avec nous, parce qu'ils sont terrorisés », indique même un père très en colère.
En dédommagement de la gêne occasionnée, chaque enfant s'est vu remettre une place de cinéma gratuite.

### Le dernier épisode en 3D
- Saw : Chapitre final est le premier épisode de la série de films tourné entièrement en 3D. C'est le premier film à être tourné avec la caméra numérique haute technologie SI-3D, qui permet le style d'images extrêmement rapprochées et rapides. Après avoir converti le premier épisode en 3 dimensions, les producteurs ont décidé de tourner le film entièrement en relief.

La bande-annonce officielle en français montre plusieurs plans avec des personnes dans une salle de cinéma avec des lunettes 3D :
- le premier montre les spectateurs attachés puis des scies circulaires sont projetés à travers la salle (00:44) ;
- le deuxième montre l'homme à tête de porc enlever un des spectateurs (00:55) ;
- le troisième et dernier plan montre une machine infernale qui transperce l'écran (01:05).

Plusieurs inscriptions montrent qu'il s'agit d'un film en 3D et qu'il est le dernier chapitre de la série de films Saw :
- « Le moment est venu… Pour tous de vivre… Le dernier acte… D'une légende » (ces inscriptions accompagnent le piège de la galerie commerciale) ;
- « Le 10 novembre… Assistez au chapitre final… Tourné entièrement en 3D » (quelques pièges accompagnent les inscriptions) ;
- « Survivrez-vous… jusqu'à la fin ? » (les moments-clés accompagnent les inscriptions).

Pour préserver le secret de l'histoire et vérifier l'effet de leurs idées, les producteurs ont organisé des projections-tests mais à chaque fois, ils ne présentaient qu'une petite partie du film et faisaient signer des engagements de confidentialité.

### Les affiches
De nombreuses affiches pour le film existent :
- L'affiche française montre la tête de Jigsaw explosée ;
- Aux États-Unis, plusieurs affiches existent :
  - Une affiche montre une gigantesque statue en construction,
  - Une deuxième affiche montre un cœur humain,
  - Une troisième affiche montre un œil,
  - D'autres affiches montrent une multitude d'objets : des engrenages, un piège à loup, un nez, le pied de Lawrence Gordon en décomposition, une main qui traverse une scie circulaire…